# 商空间 (线性代数)
在线性代数中，一个向量空间V关于子空间N的商是将N“坍塌”为零得到的向量空间。所得的空间称为商空间（quotient space），记作V/N（读作：V模N）。

## 定义
正式地，此构造如下(Halmos 1974，§21-22)。设V是域K上的一个向量空间，且N是V的一个子空间。我们定义在V上定义一个等价关系~，如果x − y ∈ N则令x ~ y。即如果其中一个加上N中一个元素得到另一个，则x与y相关。x的所在等价类通常记作
[x] = x + N，
因为它由
[x] = {x + n : n ∈ N}给出。
那么商空间V/N定义为V/~，V在~下所有等价类集合。等价类上的数乘与加法定义为
- α[x] = [αx]对所有α ∈ K，以及
- [x] + [y] = [x+y]。

不难验证这些运算是良定义的（即与代表元之选取无关）。这些运算将商空间V/N转化为K上一个向量空间，N成为零类[0]。相對應的，商映射即定義為v ∈ V與等價類[v]之映射

## 例子与性质
令X = R2为标准笛卡儿平面，Y是X中过原点的一条直线。则商空间X/Y可与X中与Y平行的所有直线等价。这就是讲，集合X/Y的元素是X中平行于Y的元素。要注意的是，X,Y是集合而不是单一的向量，如果W表示向量(0,1)的线性生成空间,那么X/W = [0,1]。[0,1]作为一个等价类,包括了诸如 x = 1, x = 2等等的直线。从另一方面来讲，如果W表示向量(1,0)的线性生成空间,那么X/W = [1,0]，包括了诸如y = 1, y = -1等等的直线。
另一个例子是Rn被前m个标准基向量张成的子空间的商。空间Rn由所有实数n-元组 (x1,…,xn)组成。子空间，与Rm等价，由只有前m元素是非零 (x1,…,xm,0,0,…,0)的所有n-元组组成。Rn的两个向量在模去这个子空间的同一个共轭类中当且仅当他们的后n − m个坐标相等。商空间Rn/ Rm显然地同构于Rn−m。
更一般地，如果V写成子空间U与W的一个（内部）直和：
{\displaystyle V=U\oplus W}
则商空间V/U自然同构于W (Halmos 1974，Theorem 22.1)。
如果U是V的一个子空间，U在V中的餘维数定义为V/U的维数。如果V是有限维的，这就是V与U的维数之差(Halmos 1974，Theorem 22.2)：
{\displaystyle \mathrm {codim} (U)=\dim(V/U)=\dim(V)-\dim(U).}
从V到商空间V/U有一个自然满射，将x映到它的等价类[x]。这个满射的核（或零空间）是子空间U。此关系简单地总结为短正合序列
{\displaystyle 0\to U\to V\to V/U\to 0.\,}
令T : V → W是一个线性算子。T的核，记作ker(T)，是所有x ∈ V使得Tx = 0的集合。核是V的一个子空间。线性代数第一同构定理说商空间V/ker(T)同构于V在W中的像。一个直接推论，对有限维空间的秩-零化度定理：V的维数等于核的维数（T的零化度）加上像的维数（T的秩）。
线性算子T : V → W的余核定义为商空间W/im(T)。

## 巴拿赫空间的商空间
如果X是一个巴拿赫空间而M是X的一个闭子空间，则商X/M仍是一个巴拿赫空间。上一节已经给出商空间一个向量空间结构。我们定义X/M上一个范数为
{\displaystyle \|[x]\|_{X/M}=\inf _{m\in M}\|x-m\|_{X}.}
商空间X/M关于此范数是完备的，所以是一个巴拿赫空间。

### 例子
令C[0,1]表示区间[0,1]上连续实值函数的巴拿赫空间。记所有函数f ∈ C[0,1]使得f(0) = 0的子空间为M。则某个函数g的等价类由它在0点的值决定，商空间C[0,1]/M同构于R。
如果X是一个希尔伯特空间，则商空间X/M同构于M的正交补。

### 推广到局部凸空间
局部凸空间被一个闭子空间商还是局部凸的(Dieudonné 1970，12.14.8)。事实上，假设X是局部凸的所以X上的拓扑由一族半范数{pα|α∈A}生成，这里A是一个指标集。设M是一个闭子空间，定义X/M上半范数qα为
{\displaystyle q_{\alpha }([x])=\inf _{x\in [x]}p_{\alpha }(x).}
则X/M是一个局部凸空间，上面的拓扑是商拓扑。
进一步，若X是可度量化的，则  X/M也是；如果X是弗雷歇空间，X/M(Dieudonné 1970，12.11.3)也是。